# Nazanin Afshin-Jam

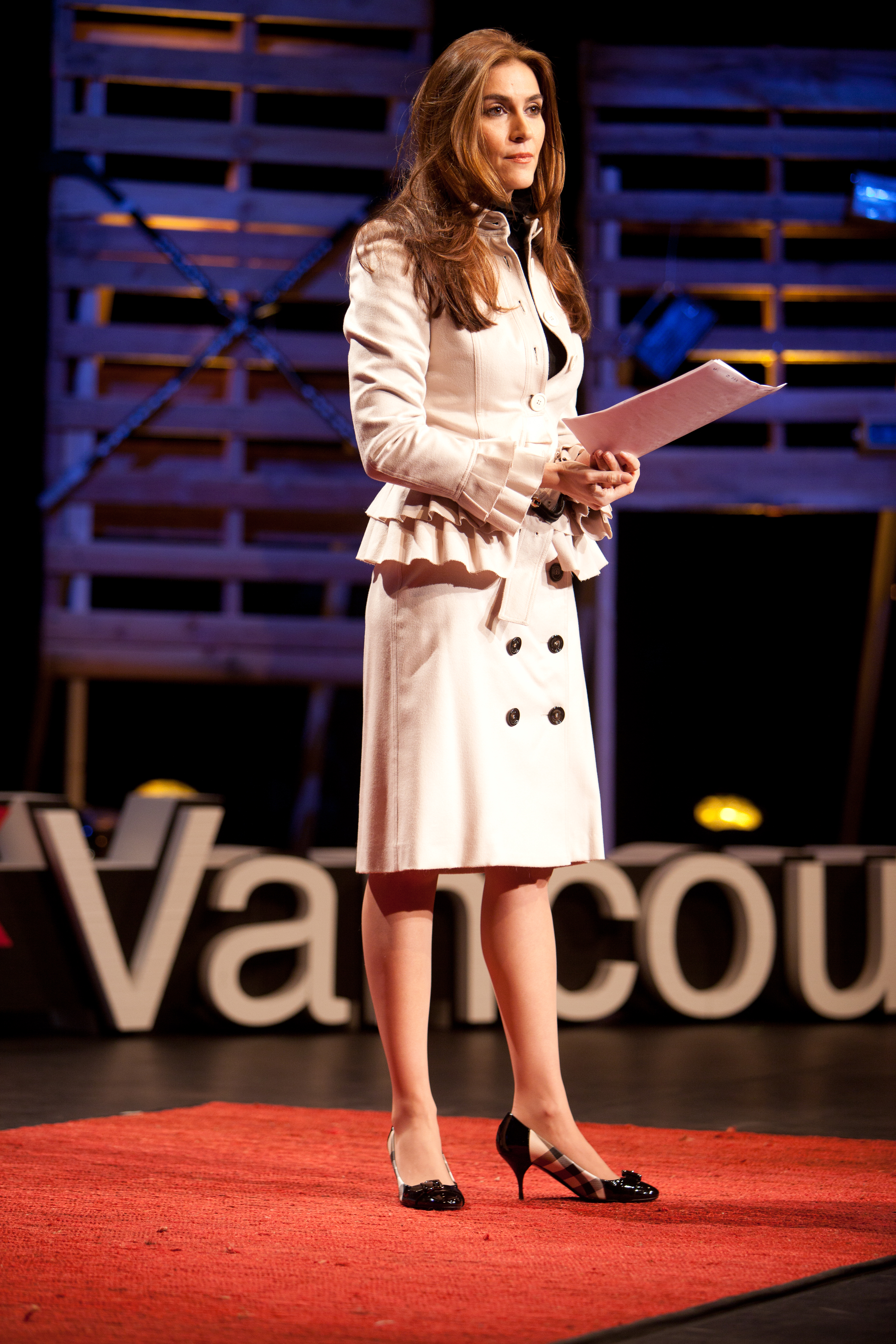
Jam vào năm 2010

Nazanin Afshin-Jam (sinh năm 1979, tại Tehran, Iran) là cựu Hoa hậu Canada và Á hậu 1 của cuộc thi Hoa hậu Thế giới 2003, trong khuôn khổ cuộc thi cô được xếp là một trong 50 người đẹp nhất thế giới. Hiện Nazanin là người mẫu, ca sĩ, nhà hoạt động nhân quyền.

## Tiểu sử
Nazanin Afshin-Jam là người Canada nhưng sinh ra ở Iran. Cô cùng gia đình nhập cư vào Canada từ năm 1981. Cô có chiều cao 1,74m. Nazanin thông thạo tiếng Anh, tiếng Pháp và tiếng Ba Tư. Ngoài đam mê hoạt động xã hội, Nazanin còn có khả năng ca hát, cô từng phát hành album nhạc và trong đó, cô hát được tiếng Anh, tiếng Tây Ban Nha, tiếng Pháp

## Sự nghiệp
Năm 2003, cô đăng quang Hoa hậu Canada và đại diện nước này tham dự cuộc thi Miss World 2003 tổ chức tại Trung Quốc. Nazanin giành danh hiệu Người đẹp Thể thao và đoạt ngôi Á hậu 1 sau khi để thua Rosanna Davison trong đêm chung kết.
Năm 2011, Nazanin Afshin-Jam tốt nghiệp ngành Quan hệ Quốc tế và Khoa học Chính trị tại trường Đại học British Columbia, tham gia ban điều hành Tổ chức Race Relations Foundation của Canada. Cô tham gia rất tích cực vào các hoạt động từ thiện và xã hội trong nhiều năm 2011. Cô hiện là chủ tịch "Stop Child Executions" - tổ chức yêu cầu chấm dứt án tử hình với trẻ em ở Iran. Cũng trong năm 2011, cô tổ chức hôn lễ bí mật với Bộ trưởng Quốc phòng Canada Peter MacKay.